# Ignacy Krzyżanowski
Ignacy Krzyżanowski (ur. 24 grudnia 1826 w Opatowie, zm. 10 lutego 1905 w Warszawie) – polski pianista, kompozytor i nauczyciel muzyki.

## Życiorys
Był uczniem Franciszka Mireckiego, a następnie studiował w Paryskim Konserwatorium. Koncertował z wielkimi sukcesami w Polsce, Francji i Anglii. W 1852 sprowadził się do Warszawy, gdzie bardzo szybko zdobył opinię jednego z najlepszych nauczycieli gry na fortepianie. Zajmował się również publicystyką muzyczną.
Twórczość Ignacego Krzyżanowskiego, choć oceniana wysoko, uległa zapomnieniu. Komponował głównie utwory fortepianowe: krakowiaki, polonezy, bagatele, mazury, nokturny i pieśni.

## Wybrane kompozycje
- Sonata, op. 45
- Wariacje
- Andante cantabile, op. 17
- Scherzo, op. 21
- Romans, op. 18
- Elegia op. 24